# 霍斯羅夫一世
霍斯羅夫一世（大帝）亚美尼亚国王（约197年~238年在位）。
关于霍斯羅夫一世的一切情况都充满争议。一些学者认为他根本就不存在。另一些人则认为，霍斯羅夫一世可能与191年~197年的亚美尼亚国王沃洛吉斯二世是一个人，早期文献把沃洛吉斯二世在位的后半期当成是另一位国王了。认为霍斯羅夫一世不存在的学者把276年~286年在位的国王霍斯羅夫二世称为库思老一世。
关于这个如此模糊的统治者，仅知的情况有：他是阿尔沙克王朝的成员；他与伊朗萨珊王朝吞并亚美尼亚的企图坚决斗争，因此获得“霍斯羅夫大帝”的称号。
相信霍斯羅夫一世存在的部分苏联学者认为亚美尼亚的封建关系是在霍斯羅夫一世在位时期形成的。

## 家族
| 白色 |

| 綠色 |

| 藍色 |

| 黃色 |

|                                  |                                  |                                  |                                  |                                              |                                              |                                              |                                              |                                              |                                              |                                |                                |                                                              |                                                              |                                                              |                                                              |                                                              |                                                              |                                |                                |                                                |                                                |                                                |                                                |                                                |                                                |                                |                                |                                |                                |  |  |  |  |  |  |  |  |  |  |  |  |
|                                  |                                  |                                  |                                  |                                              |                                              |                                              |                                              |                                              |                                              |                                |                                |                                                              |                                                              |                                                              |                                                              |                                                              |                                                              |                                |                                |                                                |                                                |                                                |                                                |                                                |                                                |                                |                                |                                |                                |  |  |  |  |  |  |  |  |  |  |  |  |
|                                  |                                  |                                  |                                  |                                              |                                              |                                              |                                              |                                              |                                              |                                |                                | 安息帝國 王中之王 （爭位者） 米特里達梯 五世                 | 安息帝國 王中之王 （爭位者） 米特里達梯 五世                 | 安息帝國 王中之王 （爭位者） 米特里達梯 五世                 | 安息帝國 王中之王 （爭位者） 米特里達梯 五世                 | 安息帝國 王中之王 （爭位者） 米特里達梯 五世                 | 安息帝國 王中之王 （爭位者） 米特里達梯 五世                 |                                |                                | 安息帝國 王中之王 （爭位者） 奧斯羅埃斯 一世   | 安息帝國 王中之王 （爭位者） 奧斯羅埃斯 一世   | 安息帝國 王中之王 （爭位者） 奧斯羅埃斯 一世   | 安息帝國 王中之王 （爭位者） 奧斯羅埃斯 一世   | 安息帝國 王中之王 （爭位者） 奧斯羅埃斯 一世   | 安息帝國 王中之王 （爭位者） 奧斯羅埃斯 一世   |                                |                                |                                |                                |  |  |  |  |  |  |  |  |  |  |  |  |
|                                  |                                  |                                  |                                  |                                              |                                              |                                              |                                              |                                              |                                              |                                |                                | 安息帝國 王中之王 （爭位者） 米特里達梯 五世                 | 安息帝國 王中之王 （爭位者） 米特里達梯 五世                 | 安息帝國 王中之王 （爭位者） 米特里達梯 五世                 | 安息帝國 王中之王 （爭位者） 米特里達梯 五世                 | 安息帝國 王中之王 （爭位者） 米特里達梯 五世                 | 安息帝國 王中之王 （爭位者） 米特里達梯 五世                 |                                |                                | 安息帝國 王中之王 （爭位者） 奧斯羅埃斯 一世   | 安息帝國 王中之王 （爭位者） 奧斯羅埃斯 一世   | 安息帝國 王中之王 （爭位者） 奧斯羅埃斯 一世   | 安息帝國 王中之王 （爭位者） 奧斯羅埃斯 一世   | 安息帝國 王中之王 （爭位者） 奧斯羅埃斯 一世   | 安息帝國 王中之王 （爭位者） 奧斯羅埃斯 一世   |                                |                                |                                |                                |  |  |  |  |  |  |  |  |  |  |  |  |
|                                  |                                  |                                  |                                  |                                              |                                              |                                              |                                              |                                              |                                              |                                |                                |                                                              |                                                              |                                                              |                                                              |                                                              |                                                              |                                |                                |                                                |                                                |                                                |                                                |                                                |                                                |                                |                                |                                |                                |  |  |  |  |  |  |  |  |  |  |  |  |
|                                  |                                  |                                  |                                  | 安息帝國 王中之王 （爭位者） 薩納特魯斯 二世 | 安息帝國 王中之王 （爭位者） 薩納特魯斯 二世 | 安息帝國 王中之王 （爭位者） 薩納特魯斯 二世 | 安息帝國 王中之王 （爭位者） 薩納特魯斯 二世 | 安息帝國 王中之王 （爭位者） 薩納特魯斯 二世 | 安息帝國 王中之王 （爭位者） 薩納特魯斯 二世 |                                |                                | 安息帝國 王中之王 沃洛吉斯四世                               | 安息帝國 王中之王 沃洛吉斯四世                               | 安息帝國 王中之王 沃洛吉斯四世                               | 安息帝國 王中之王 沃洛吉斯四世                               | 安息帝國 王中之王 沃洛吉斯四世                               | 安息帝國 王中之王 沃洛吉斯四世                               |                                |                                | 安息帝國 王中之王 （爭位者） 帕爾塔馬斯 帕提斯 | 安息帝國 王中之王 （爭位者） 帕爾塔馬斯 帕提斯 | 安息帝國 王中之王 （爭位者） 帕爾塔馬斯 帕提斯 | 安息帝國 王中之王 （爭位者） 帕爾塔馬斯 帕提斯 | 安息帝國 王中之王 （爭位者） 帕爾塔馬斯 帕提斯 | 安息帝國 王中之王 （爭位者） 帕爾塔馬斯 帕提斯 |                                |                                |                                |                                |  |  |  |  |  |  |  |  |  |  |  |  |
|                                  |                                  |                                  |                                  | 安息帝國 王中之王 （爭位者） 薩納特魯斯 二世 | 安息帝國 王中之王 （爭位者） 薩納特魯斯 二世 | 安息帝國 王中之王 （爭位者） 薩納特魯斯 二世 | 安息帝國 王中之王 （爭位者） 薩納特魯斯 二世 | 安息帝國 王中之王 （爭位者） 薩納特魯斯 二世 | 安息帝國 王中之王 （爭位者） 薩納特魯斯 二世 |                                |                                | 安息帝國 王中之王 沃洛吉斯四世                               | 安息帝國 王中之王 沃洛吉斯四世                               | 安息帝國 王中之王 沃洛吉斯四世                               | 安息帝國 王中之王 沃洛吉斯四世                               | 安息帝國 王中之王 沃洛吉斯四世                               | 安息帝國 王中之王 沃洛吉斯四世                               |                                |                                | 安息帝國 王中之王 （爭位者） 帕爾塔馬斯 帕提斯 | 安息帝國 王中之王 （爭位者） 帕爾塔馬斯 帕提斯 | 安息帝國 王中之王 （爭位者） 帕爾塔馬斯 帕提斯 | 安息帝國 王中之王 （爭位者） 帕爾塔馬斯 帕提斯 | 安息帝國 王中之王 （爭位者） 帕爾塔馬斯 帕提斯 | 安息帝國 王中之王 （爭位者） 帕爾塔馬斯 帕提斯 |                                |                                |                                |                                |  |  |  |  |  |  |  |  |  |  |  |  |
|                                  |                                  |                                  |                                  |                                              |                                              |                                              |                                              |                                              |                                              |                                |                                |                                                              |                                                              |                                                              |                                                              |                                                              |                                                              |                                |                                |                                                |                                                |                                                |                                                |                                                |                                                |                                |                                |                                |                                |  |  |  |  |  |  |  |  |  |  |  |  |
|                                  |                                  |                                  |                                  | 亞美尼亞 王國國王 帕科羅斯                   | 亞美尼亞 王國國王 帕科羅斯                   | 亞美尼亞 王國國王 帕科羅斯                   | 亞美尼亞 王國國王 帕科羅斯                   | 亞美尼亞 王國國王 帕科羅斯                   | 亞美尼亞 王國國王 帕科羅斯                   |                                |                                | 安息帝國 王中之王 沃洛吉斯五世亞美尼亞 王國國王 沃洛吉斯二世 | 安息帝國 王中之王 沃洛吉斯五世亞美尼亞 王國國王 沃洛吉斯二世 | 安息帝國 王中之王 沃洛吉斯五世亞美尼亞 王國國王 沃洛吉斯二世 | 安息帝國 王中之王 沃洛吉斯五世亞美尼亞 王國國王 沃洛吉斯二世 | 安息帝國 王中之王 沃洛吉斯五世亞美尼亞 王國國王 沃洛吉斯二世 | 安息帝國 王中之王 沃洛吉斯五世亞美尼亞 王國國王 沃洛吉斯二世 |                                |                                |                                                |                                                |                                                |                                                |                                                |                                                |                                |                                |                                |                                |  |  |  |  |  |  |  |  |  |  |  |  |
|                                  |                                  |                                  |                                  | 亞美尼亞 王國國王 帕科羅斯                   | 亞美尼亞 王國國王 帕科羅斯                   | 亞美尼亞 王國國王 帕科羅斯                   | 亞美尼亞 王國國王 帕科羅斯                   | 亞美尼亞 王國國王 帕科羅斯                   | 亞美尼亞 王國國王 帕科羅斯                   |                                |                                | 安息帝國 王中之王 沃洛吉斯五世亞美尼亞 王國國王 沃洛吉斯二世 | 安息帝國 王中之王 沃洛吉斯五世亞美尼亞 王國國王 沃洛吉斯二世 | 安息帝國 王中之王 沃洛吉斯五世亞美尼亞 王國國王 沃洛吉斯二世 | 安息帝國 王中之王 沃洛吉斯五世亞美尼亞 王國國王 沃洛吉斯二世 | 安息帝國 王中之王 沃洛吉斯五世亞美尼亞 王國國王 沃洛吉斯二世 | 安息帝國 王中之王 沃洛吉斯五世亞美尼亞 王國國王 沃洛吉斯二世 |                                |                                |                                                |                                                |                                                |                                                |                                                |                                                |                                |                                |                                |                                |  |  |  |  |  |  |  |  |  |  |  |  |
|                                  |                                  |                                  |                                  |                                              |                                              |                                              |                                              |                                              |                                              |                                |                                |                                                              |                                                              |                                                              |                                                              |                                                              |                                                              |                                |                                |                                                |                                                |                                                |                                                |                                                |                                                |                                |                                |                                |                                |  |  |  |  |  |  |  |  |  |  |  |  |
| 高加索伊比利亞 王國國王 勒夫一世 | 高加索伊比利亞 王國國王 勒夫一世 | 高加索伊比利亞 王國國王 勒夫一世 | 高加索伊比利亞 王國國王 勒夫一世 | 高加索伊比利亞 王國國王 勒夫一世             | 高加索伊比利亞 王國國王 勒夫一世             |                                              |                                              | 亞美尼亞 王國國王 霍斯羅夫一世               | 亞美尼亞 王國國王 霍斯羅夫一世               | 亞美尼亞 王國國王 霍斯羅夫一世 | 亞美尼亞 王國國王 霍斯羅夫一世 | 亞美尼亞 王國國王 霍斯羅夫一世                               | 亞美尼亞 王國國王 霍斯羅夫一世                               |                                                              |                                                              | 安息帝國 王中之王 沃洛吉斯六世                               | 安息帝國 王中之王 沃洛吉斯六世                               | 安息帝國 王中之王 沃洛吉斯六世 | 安息帝國 王中之王 沃洛吉斯六世 | 安息帝國 王中之王 沃洛吉斯六世                 | 安息帝國 王中之王 沃洛吉斯六世                 |                                                |                                                | 安息帝國 王中之王 阿尔达班四世                 | 安息帝國 王中之王 阿尔达班四世                 | 安息帝國 王中之王 阿尔达班四世 | 安息帝國 王中之王 阿尔达班四世 | 安息帝國 王中之王 阿尔达班四世 | 安息帝國 王中之王 阿尔达班四世 |  |  |  |  |  |  |  |  |  |  |  |  |
| 高加索伊比利亞 王國國王 勒夫一世 | 高加索伊比利亞 王國國王 勒夫一世 | 高加索伊比利亞 王國國王 勒夫一世 | 高加索伊比利亞 王國國王 勒夫一世 | 高加索伊比利亞 王國國王 勒夫一世             | 高加索伊比利亞 王國國王 勒夫一世             |                                              |                                              | 亞美尼亞 王國國王 霍斯羅夫一世               | 亞美尼亞 王國國王 霍斯羅夫一世               | 亞美尼亞 王國國王 霍斯羅夫一世 | 亞美尼亞 王國國王 霍斯羅夫一世 | 亞美尼亞 王國國王 霍斯羅夫一世                               | 亞美尼亞 王國國王 霍斯羅夫一世                               |                                                              |                                                              | 安息帝國 王中之王 沃洛吉斯六世                               | 安息帝國 王中之王 沃洛吉斯六世                               | 安息帝國 王中之王 沃洛吉斯六世 | 安息帝國 王中之王 沃洛吉斯六世 | 安息帝國 王中之王 沃洛吉斯六世                 | 安息帝國 王中之王 沃洛吉斯六世                 |                                                |                                                | 安息帝國 王中之王 阿尔达班四世                 | 安息帝國 王中之王 阿尔达班四世                 | 安息帝國 王中之王 阿尔达班四世 | 安息帝國 王中之王 阿尔达班四世 | 安息帝國 王中之王 阿尔达班四世 | 安息帝國 王中之王 阿尔达班四世 |  |  |  |  |  |  |  |  |  |  |  |  |
| 高加索 伊比利亞 阿薩希德王朝     | 高加索 伊比利亞 阿薩希德王朝     | 高加索 伊比利亞 阿薩希德王朝     | 高加索 伊比利亞 阿薩希德王朝     | 高加索 伊比利亞 阿薩希德王朝                 | 高加索 伊比利亞 阿薩希德王朝                 |                                              |                                              | 亞美尼亞 阿薩希德王朝                        | 亞美尼亞 阿薩希德王朝                        | 亞美尼亞 阿薩希德王朝          | 亞美尼亞 阿薩希德王朝          | 亞美尼亞 阿薩希德王朝                                        | 亞美尼亞 阿薩希德王朝                                        |                                                              |                                                              |                                                              |                                                              |                                |                                |                                                |                                                |                                                |                                                |                                                |                                                |                                |                                |                                |                                |  |  |  |  |  |  |  |  |  |  |  |  |

## 资料来源
- 苏联历史百科全书·人物卷，1961~1973

| 前任： 沃洛吉斯二世 | 亚美尼亚国王 约197~238； 可能无此人 | 繼任： 梯里达底二世 |